# 生山駅
生山駅（しょうやまえき）は、鳥取県日野郡日南町生山字後藤屋敷にある西日本旅客鉄道（JR西日本）伯備線の駅である。特急「やくも」も約半数が停車する。基本的に当駅に停車する「やくも」は根雨駅を通過するが、下り最終列車は両駅共に通過する。事務管コードは▲640402。

## 歴史
- 1923年（大正12年）11月28日：鉄道省伯備北線黒坂駅 - 当駅間延伸時に終着駅として開設[1]。
- 1924年（大正13年）12月6日：伯備北線当駅 - 上石見駅間延伸、途中駅となる。
- 1928年（昭和3年）10月25日：伯備北線が伯備線の一部となり、当駅もその所属となる。
- 1982年（昭和57年）11月7日：貨物取扱廃止[1]。
- 1985年（昭和60年）3月14日：荷物扱い廃止[1]。
- 1987年（昭和62年）4月1日：国鉄分割民営化に伴い、JR西日本の駅となる[1]。
- 2016年（平成28年）
  - 9月25日：構内にあったキヨスクが営業終了。
  - 12月17日：ICカード「ICOCA」の利用が可能となる[3][広報 1]。ICカード専用簡易改札機で対応。
- 2021年（令和3年）
  - 6月30日：みどりの窓口営業終了[4]。
  - 7月1日：みどりの券売機プラス導入[4]。この日より終日無人駅化。

## 駅構造
単式・島式ホーム複合型2面3線を有する列車交換・待避可能な地上駅。米子駅管理の無人駅。単式1番のりば側に駅舎があり、島式2・3番のりばへは跨線橋で連絡している。
駅舎は開設当時からの物を長年使用していたが、駅周辺の整備に伴い、近年建て替えられた。現在の駅舎は地域間交流施設クローバと共同の建物を使用している。以前はみどりの窓口も設置されていたが、2021年7月1日よりはみどりの券売機プラスに置換わり、駅員による業務も週に2・3回程度の巡回業務となっている。便所は男女別の水洗式。
米子駅 - 当駅間列車が設定されている。このため当駅から芸備線合流駅である備中神代駅にかけては、伯備線の中でも特に普通列車本数が少ない区間となる。

### のりば
| のりば | 路線   | 方向 | 行先             |
| ------ | ------ | ---- | ---------------- |
| 1      | 伯備線 | 上り | 新見・岡山方面   |
| 2・3   | 伯備線 | 下り | 米子・出雲市方面 |

付記事項
- 上り本線は1番のりば、下り本線は2番のりば。3番のりばは両方向の入線・発車に対応した上下副本線であるが、3番のりばから発車する旅客列車は当駅始発・米子方面行のみとなっている。
- 3番のりばに貨物列車が停車する設定がある。

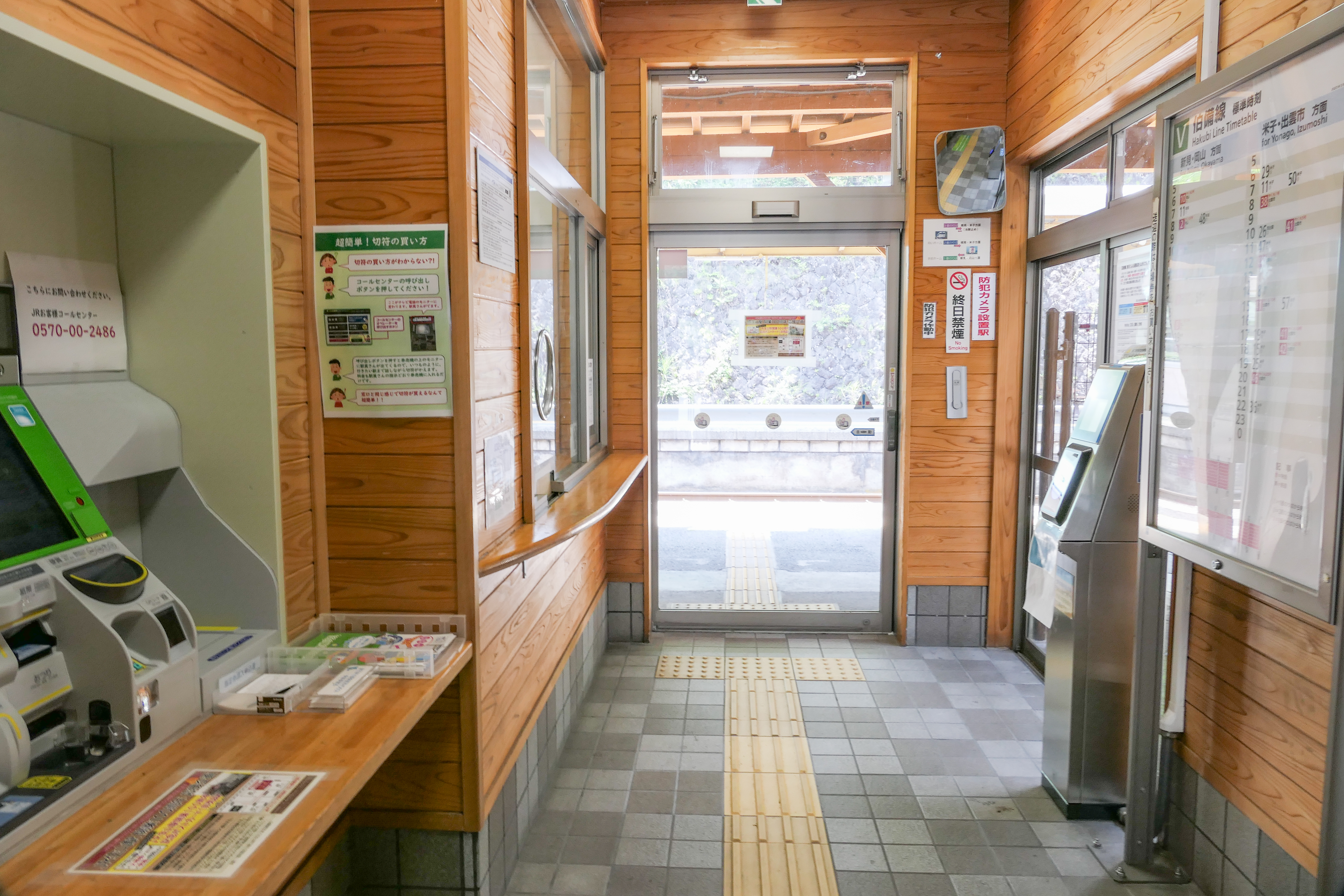
改札口（2023年7月）
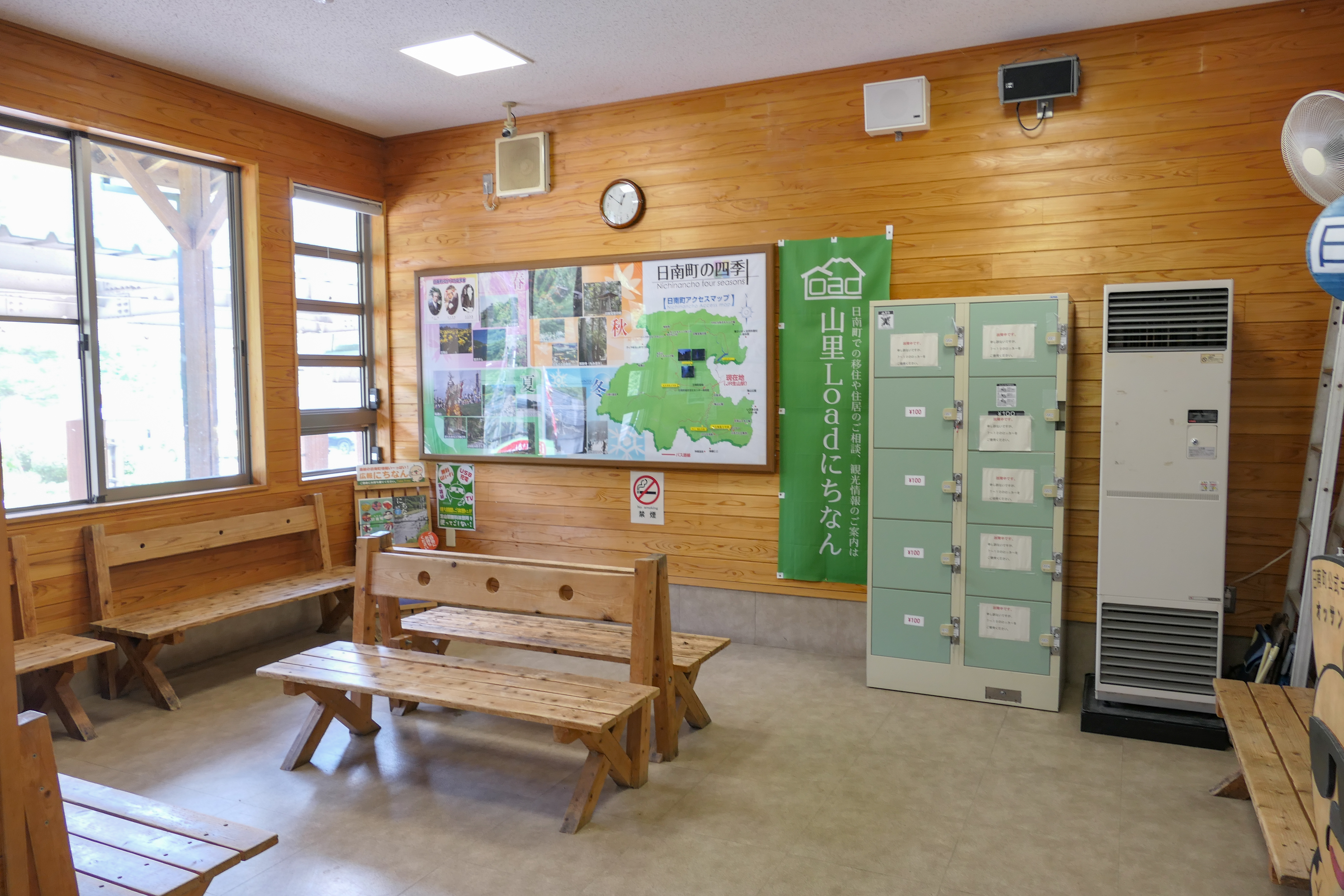
待合室（2023年7月）
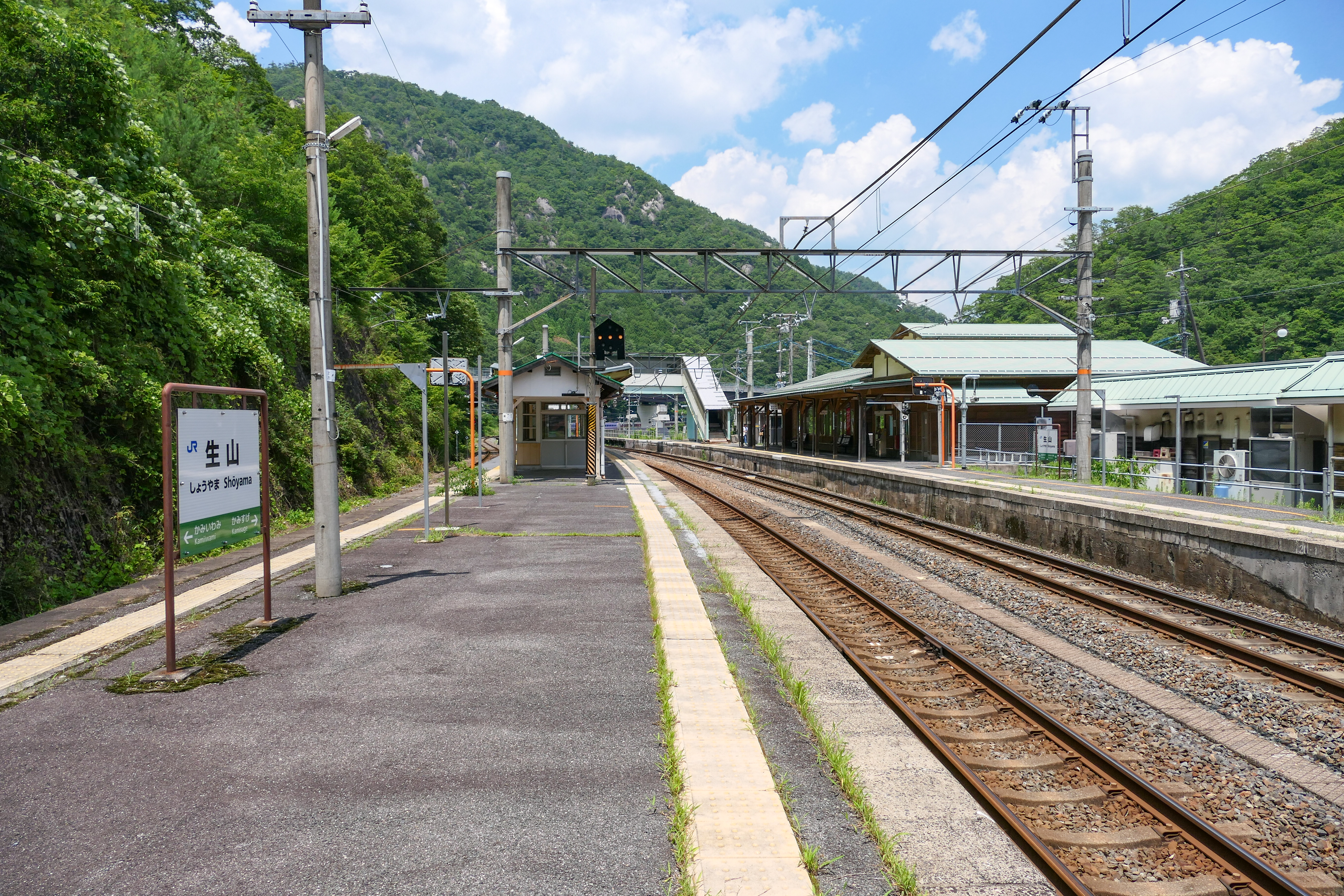
構内（2023年7月）
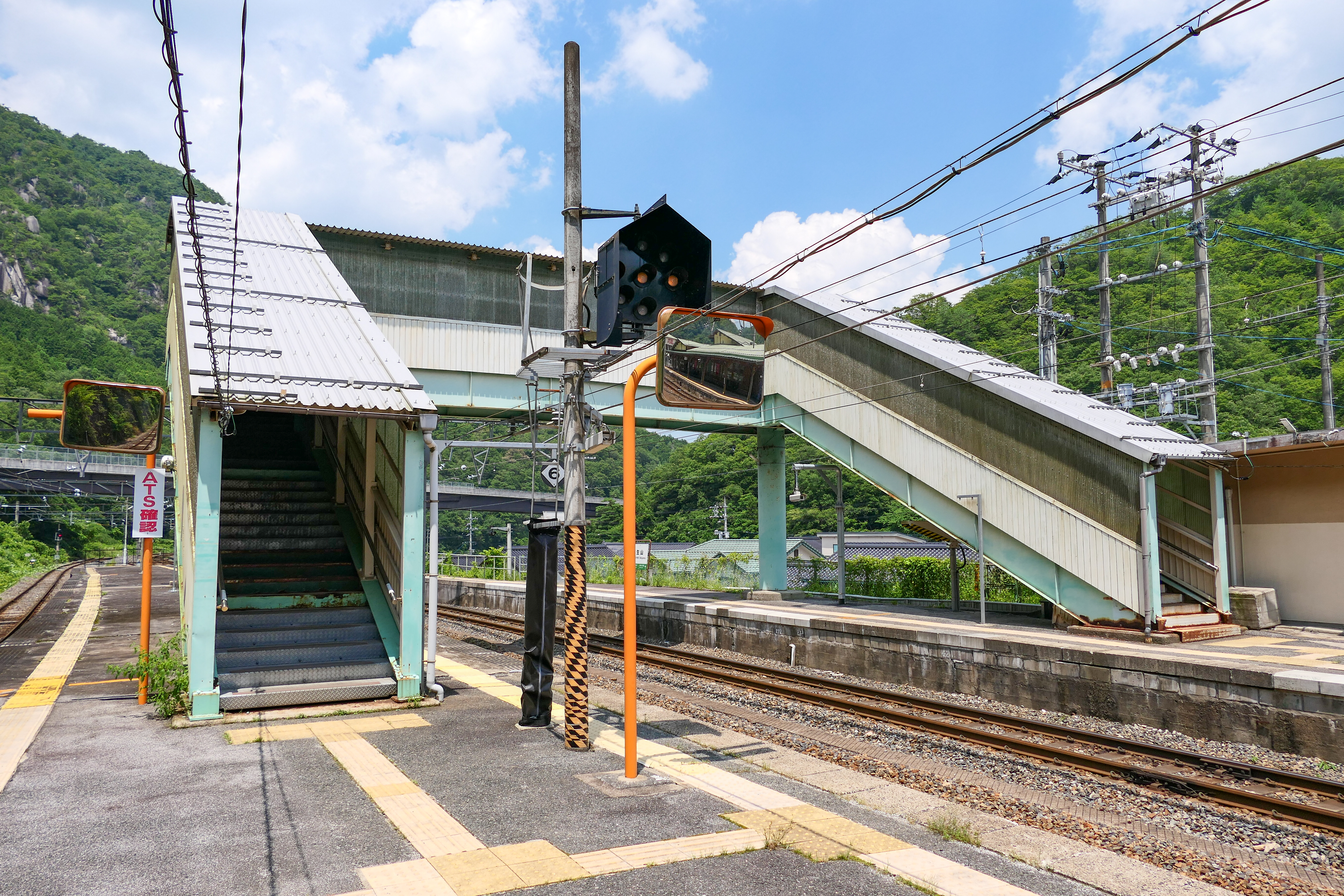
跨線橋（2023年7月）

## 利用状況
2008年度（平成20年度）の1日平均乗降人員は288人である。
県道が島根県仁多郡奥出雲町の横田地区まで通じている。横田地区にはJR木次線出雲横田駅・八川駅・三井野原駅があるが、1日3往復（出雲横田駅の木次・宍道方面のみ10本）の普通列車のみで雲南・松江市に出る以外では利便性に乏しい上に、所要時間も長い。このため横田地区の住民が鉄道を利用する場合、当駅を利用することが多い。特急やくもが2時間に1本の割合で停車する。
| 1日乗降人員推移 | 1日乗降人員推移 |
| 年度            | 1日平均人数     |
| --------------- | --------------- |
| 2008年          | 288             |
| 2009年          |                 |
| 2010年          |                 |
| 2011年          | 245             |
| 2012年          | 224             |
| 2013年          | 219             |
| 2014年          | 198             |
| 2015年          | 216             |
| 2016年          | 224             |
| 2017年          | 219             |
| 2018年          | 194             |
| 2019年          | 160             |
| 2020年          | 138             |
| 2021年          | 132             |
| 2022年          | 152             |

## 駅周辺
駅の北側を高速道路（地域高規格道路）である国道183号江府三次道路（生山道路）がオーバークロスしている。
- ステーションアベニューぷらら
- 生山郵便局
- 鳥取銀行
- 山陰合同銀行
- 国道183号江府三次道路（生山道路）
- 鳥取県道8号新見日南線
- 鳥取県道223号生山停車場線
- 生山神社：当駅近くにある。参道と線路が交差しているが、途中に踏切は存在しない。
- 石霞渓

日南町役場は当駅から離れているため、日南町営バスに乗り換えなければならない（※以前は当駅近くにあったが、鳥取県西部地震により被災し、約3km西へ移転したため）。

## バス路線
駅前ロータリー内に日南町営バスの「生山駅」停留所、日野町営バスの「生山駅前」があり、下記の各路線が発着する。なお、停留所名は事業者によって異なるが位置は全く同じである。
日南町営バス
- 大宮線
  - 下阿毘縁 / 日南中学校前
- 山上線
  - 阿毘縁車庫前 / 日南病院（※日南病院行きは朝1便のみ。他は全て当停留所止り）

平日はデマンドバス（阿毘縁車庫前行）運行あり。
- 多里線
  - 新屋

平日はデマンドバス（新屋行）運行あり。
- 石見線
  - 下花口 / 日南中学前
- 福栄線
  - 上坂車庫前 / 日南中学校前

※デマンドバス（要予約）は利用者登録を申込んだ人のみ乗車可能。
日野町営バス
- 菅福線
  - 根雨駅前

## 隣の駅
※特急「やくも」（当駅には一部のみ停車）の隣の停車駅については、列車記事を参照のこと。
西日本旅客鉄道（JR西日本）
 伯備線
上石見駅 - （下石見信号場） - 生山駅 - 上菅駅

#### 広報資料・プレスリリースなど一次資料
1. ↑  山陰線（出雲市～伯耆大山駅間）、伯備線（根雨駅、生山駅、新見駅）ICOCAご利用開始日・自動改札機ご利用開始日決定! - 西日本旅客鉄道（2016年10月18日付）
2. ↑  “デマンドバスのご利用案内”.   日南町（鳥取県日南町）. 2023年2月10日閲覧。